# بيتر ميتشورل
بيتر ميتشورل (بالألمانية: Peter Michorl)‏ (ولد في 9 مايو 1995 في فيينا، النمسا) هو لاعب كرة قدم نمساوي في مركز الوسط. شارك مع منتخب النمسا تحت 17 سنة لكرة القدم ومنتخب النمسا تحت 18 سنة لكرة القدم ومنتخب النمسا تحت 19 سنة لكرة القدم ومنتخب النمسا تحت 20 سنة لكرة القدم. أما مع النوادي، فقد لعب مع أوستريا فيينا ولاسك لينتس.

## وصلات خارجية
- بيتر ميتشورل على موقع الاتحاد الأوربي (الإنجليزية)
- بيتر ميتشورل على موقع قاعدة بيانات كرة القدم.إي يو (الإنجليزية)
- بيتر ميتشورل على موقع Soccerway.com (الإنجليزية)
- بيتر ميتشورل على موقع عالم كرة القدم.نت (الإنجليزية)
- بيتر ميتشورل على موقع AS.com (الإسبانية)